# Balaenoptera borealis
El rorcual norteño (Balaenoptera borealis), también conocido como rorcual boreal, rorcual de Rudolphi, rorcual sei o ballena boba, es una especie de cetáceo misticeto de la familia Balaenopteridae. Luego de ser cazado a gran escala en los mares del sur durante la mitad del siglo XX, época en que se mataron cerca de 200 000 ejemplares, el rorcual sei es ahora una especie protegida internacionalmente.

## Etimología
La palabra sei (del nombre en inglés sei whale) proviene del noruego y significa «abadejo» (Pollachius pollachius), similar al bacalao. Los rorcuales boreales se alimentan de bacalao (Gadus morhua), entre otros peces y calamares en las aguas de Noruega, por lo que peces y ballenas eran vistos juntos frecuentemente, dando al rorcual ese nombre.

## Taxonomía
Este rorcual, junto con las demás especies del suborden Mysticeti, posee barbas en lugar de dientes, y fue descrito por primera vez por Lesson en 1828, aunque una descripción posterior la realizó Karl Asmund Rudolphi, por lo que en fuentes antiguas también se lo denomina rorcual de Rudolphi.
Se han identificado dos subespecies:
- Balaenoptera borealis borealis (rorcual sei del norte)
- Balaenoptera borealis schleglii (rorcual sei del sur)

Los análisis genéticos pueden todavía causar que ambas subespecies sean reclasificadas como especies diferentes.

## Descripción
Existen individuos de hasta 20 m de longitud y pesos de hasta 45 toneladas. Las crías al nacer miden 4 a 5 metros. El rorcual norteño se asemeja al rorcual de Bryde. En el mar, la distinción más fiable es la secuencia de zambullida. Tiene un cuerpo relativamente delgado, de color gris oscuro en el dorso y gris claro a blanco en el vientre. El dorso presenta habitualmente cicatrices blancas, que se cree son causadas por tiburones. La aleta dorsal está un poco más adelante que en la mayoría de los rorcuales, pero igualmente en la mitad posterior del dorso.
Carwardine (1995) describe la aleta como erecta, pero contradictoriamente Reeves (2002) la mencionan como "muy curvada". La cola es gruesa y la aleta caudal pequeña en relación con el cuerpo. 

### Comportamiento

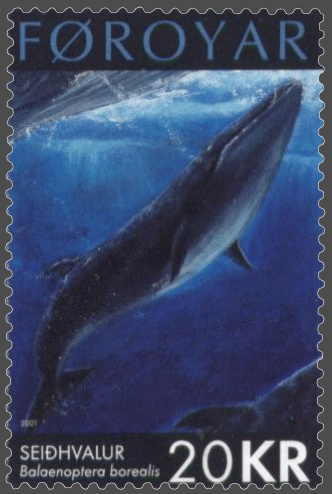
Rorcual sei, estampilla de las Islas Feroe.

Los rorcuales norteños se mueven solos o en grupos pequeños. Los grupos grandes han sido avistados muy ocasionalmente en bancos de alimentación abundante. La secuencia de zambullida es más regular que otros rorcuales. El soplido dura 40 a 60 segundos, seguido por una profunda zambullida de cinco a quince minutos. Entre zambullidas permanecen cerca de la superficie y es visible en aguas claras y calmas. Es uno de los nadadores más rápidos de todos los cetáceos, ya que puede alcanzar velocidades de hasta 25 nudos (aprox. 47 km./h) en distancias cortas.

## Población y distribución
El rorcual sei habita en todo el mundo en una banda entre los 60° S y los 60° N. Prefieren las aguas profundas. Difieren de otros rorcuales en la imposibilidad de prever sus movimientos migratorios, ya que no frecuentan los mismos sitios año a año. Migran anualmente desde las aguas frías subpolares en verano a aguas tropicales en invierno.
La población total se cree que no es mayor a 50.000 o 60.000 ejemplares, de los cuales cerca de 10 000 habitan los alrededores de Islandia.

## Caza y conservación

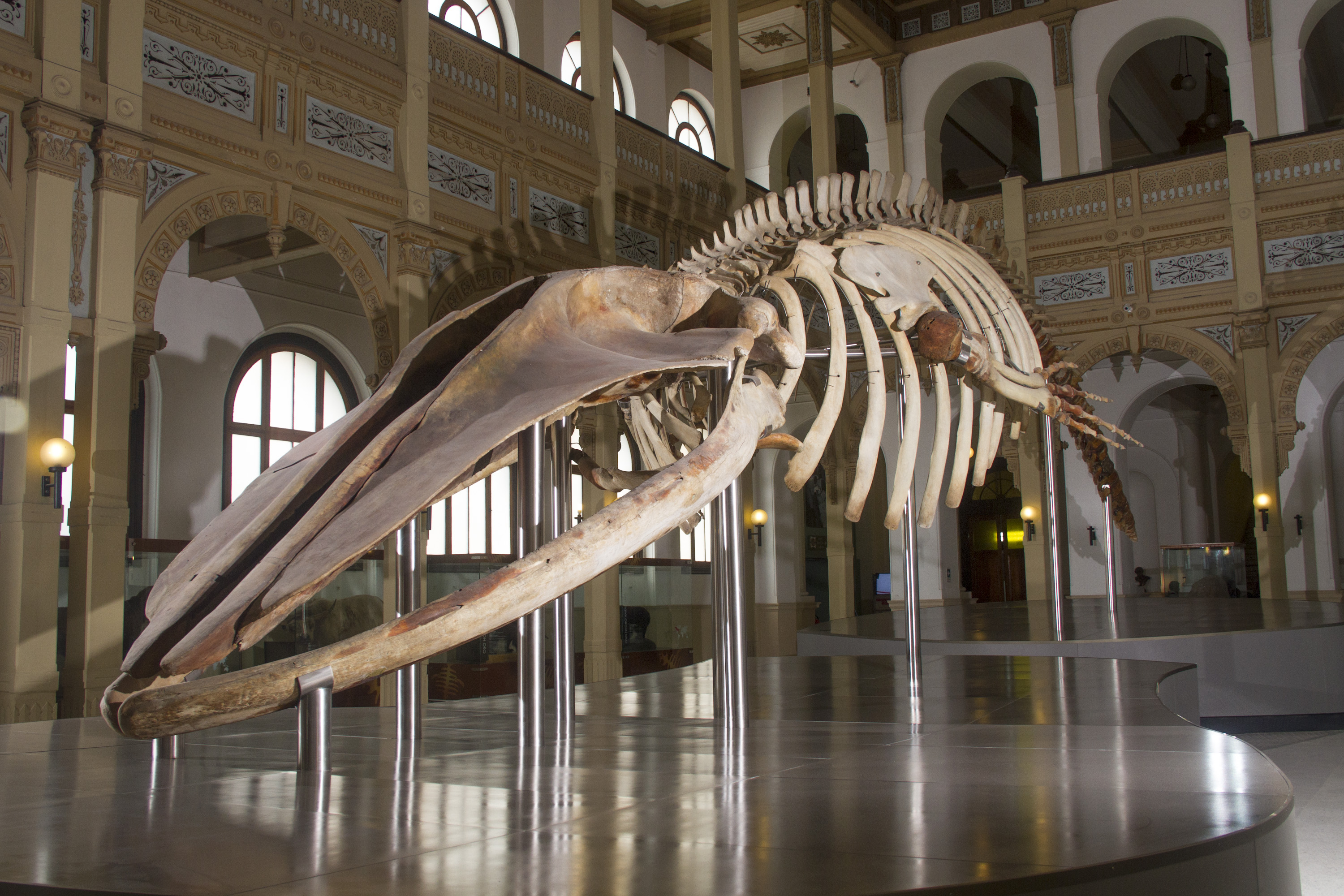
Esqueleto de Baleonoptera borealis ubicado en el salón central del Museo Nacional de Historia Natural de Chile, uno de los símbolos de esta institución

Con el advenimiento de grandes y rápidos barcos balleneros, estos rorcuales fueron cazadas en abundancia, especialmente en la Antártida. Alrededor de 200.000 ejemplares (la WWF reporta exactamente 203.588) fueron capturados en el siglo XX, lo que representó el 80% de la población de la especie. En 1976 se la declaró especie protegida por la Comisión ballenera internacional. Desde esa fecha, han venido siendo capturadas únicamente por balleneros de Islandia y Japón aduciendo fines científicos. En la actualidad, los japoneses capturan aproximadamente 50 ejemplares anuales, analizando la alimentación del animal y cómo esta influye en los bancos de pesca. Las organizaciones ambientales se oponen a la necesidad de esta investigación, teniendo en cuenta que se conoce que el rorcual sei se alimenta de pequeños peces, calamares y plancton que no constituyen directamente alimento humano.